# Sikorsky S-52
Sikorsky S-52 byl vrtulník vyvinutý americkou společností Sikorsky Aircraft na konci 40. let 20. století. Měl se vyznačovat jednoduchou konstrukcí, snadnou údržbou a přijatelnými provozními náklady. Jeho první verze byla dvoumístná, později vznikl i čtyřmístný. S-52 byl první americký vrtulník s celokovovými listy nosného rotoru a ocasního rotoru. Byl používán americkým námořnictvem, námořní pěchotou a pobřežní stráží. Americké armádní letectvo vrtulníky testovalo. Dva byly přestavěny na Sikorsky XH-39 s turbohřídelovým motorem. Ozbrojenými silami vyřazené stroje se uplatnily v civilním sektoru.
Americká společnost Vertical Aviation Technologies roku 1991 zahájila výrobu stavebnice vrtulníku Vertical Hummingbird, který je derivátem Sikorsky S-52-3.

## Historie

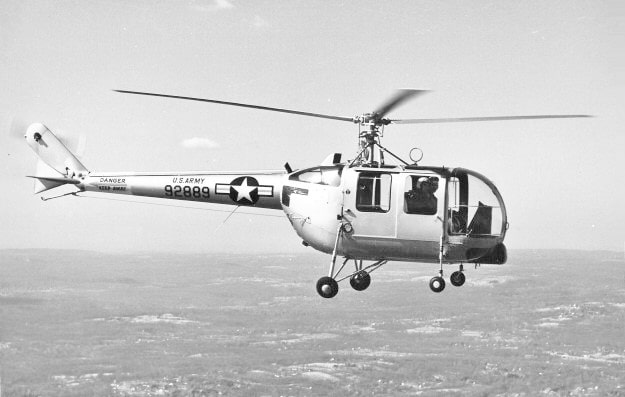
YH-18A během zkoušek armádního letectva

S-52 byl vrtulník zcela nové konstrukce, který vycházel ze zkušeností společnosti s dřívějšími modely R-4 a R-5. Společnost Sikorsky jej začala vyvíjet na vlastní náklady. Dne 15. února 1946 získala zakázku na tři dvoumístné prototypy. První let prototypu Sikorsky S-52-1 (NC92823) se uskutečnil 12. února 1947. Dne 25. února 1948 Úřad pro civilní letectví schválil typové osvědčení vrtulníku. Vrtulník testovala americká armáda, námořnictvo, letectvo i námořní pěchota, ale výrobce nejdříve nezískal velké zakázky. Až po vypuknutí korejské války jich větší množství objednala americká námořní pěchota pod označením HO5S-1. Nasadila je při evakuaci raněných (MEDEVAC), kdy uvnitř trupu přepravovaly dvě nosítka, dále jako pozorovací, průzkumný a užitkový. Roku 1952 u pozorovacích letek námořní pěchoty nahradily stroje HO3S. Osm strojů objednala pobřežní stráž.

## Rekordy
Dne 21. května 1949 prototyp vrtulníku Sikorsky S-52-1 helicopter (sériové číslo 52003, registrace NX92824) dosáhl rekordu Mezinárodní letecké federace (FAI) když bez nákladu dosáhl výšky 6468 metrů. Pilotoval jej kapitán Hubert Dale Gaddis.

## Konstrukce

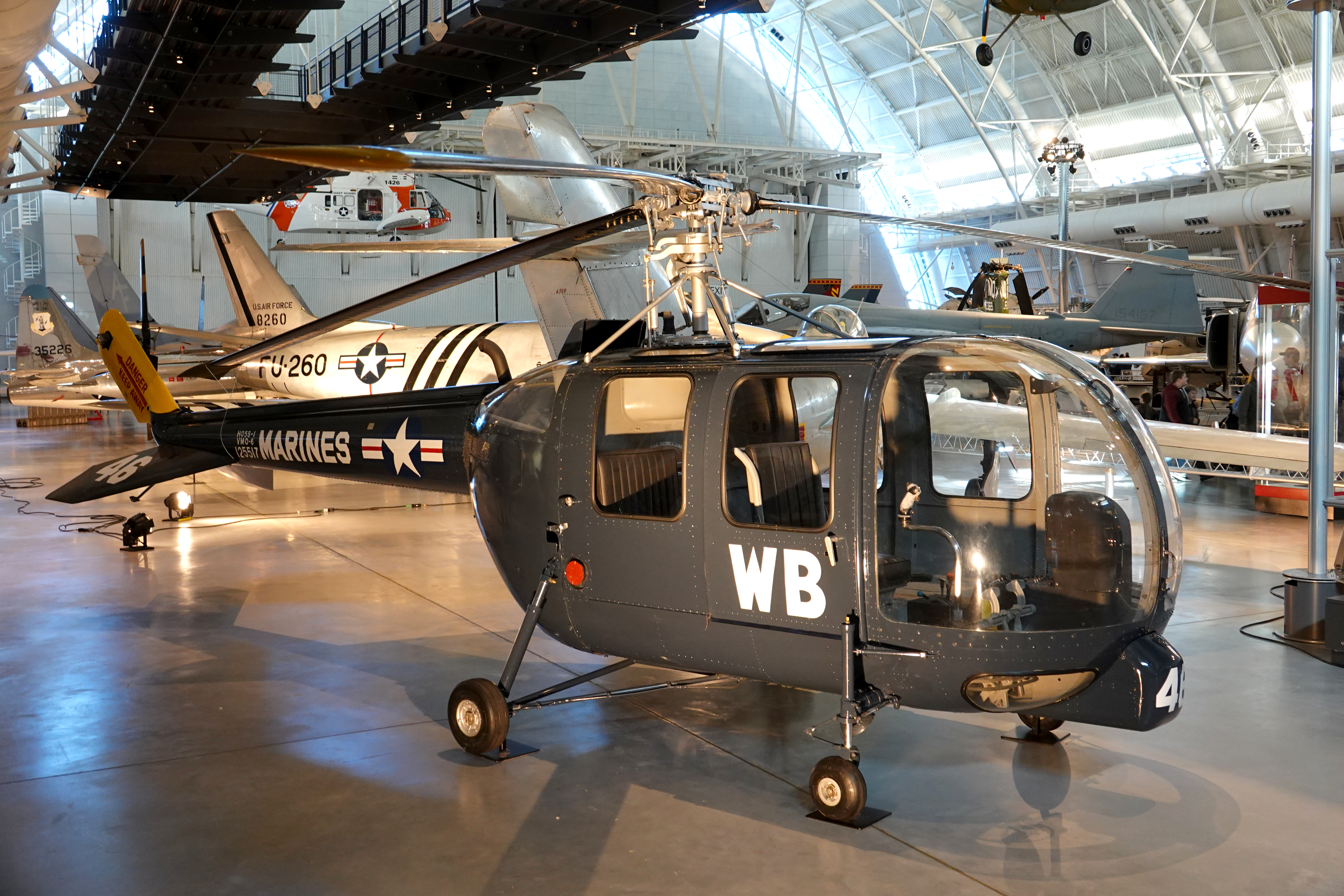
Sikorsky HO5S‑1 v americkém muzeu Steven F. Udvar-Hazy Center

Dvoumístný lehký vrtulník ve své konstrukci využíval především hliník a hořčík. Měl třílistý hlavní rotor a dvoulistý polotuhý ocasní rotor, namontovaný na levé straně ocasního nosníku. Oba celokovové konstrukce. Na lopatkách byl použit profil NACA 0012. Prototyp poháněl vzduchem chlazený šestiválcový motor Franklin 6V4-165-B32F s výkonem 165 koní při 2800 ot./min. Vylepšená verze S-52-1 byla vybavena motorem Franklin 6V6-245-B16F o výkonu 245 koní při 3275 ot./min.

## Varianty
Varianty vrtulníku S-52:
- S-52-1 – Dvoumístná varianta. Tříkolový podvozek.[1]
- S-52-1 – Vylepšená třímístná, či čtyřmístná varianta. Čtyřkolový podvozek.[1]
- S-52-3 – Vrtulník S-52-2 upravený pro americké námořnictvo a námořní pěchotu. Čtyřkolový podvozek.[1]
- HO5S-1 – Označení vrtulníků amerického námořnictva a námořní pěchoty.
- HO5S-1G – Označení vrtulníků americké pobřežní stráže.
- YH-18A – Označení vrtulníků amerického letectva, čtyři kusy pro zkoušky.
- Sikorsky XH-39 – Dva vrtulníky YH-18A přestavěné na turbohřídelový pohon.

## Specifikace (S-52-3)

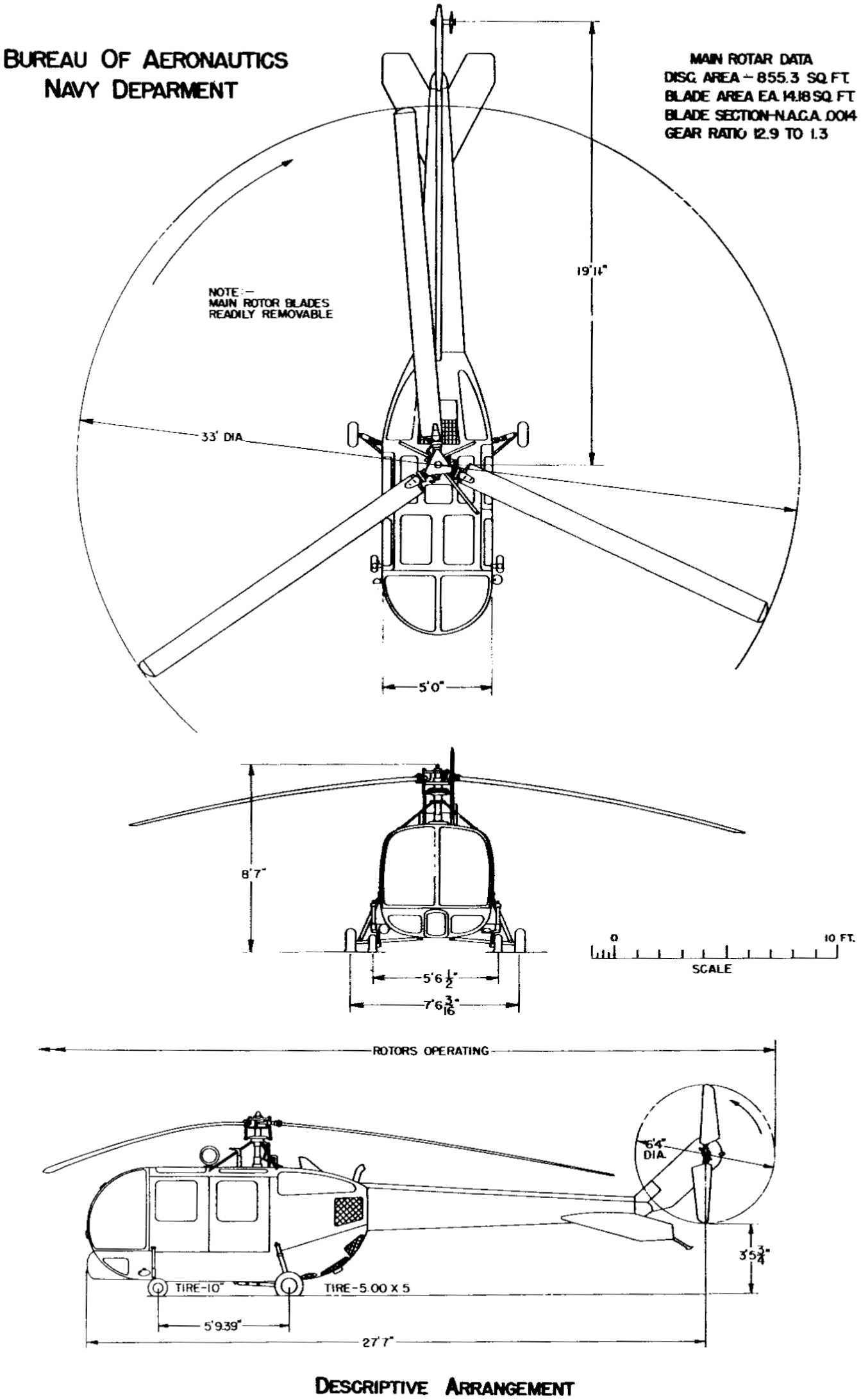
Třípohledový nákres HO5S-1

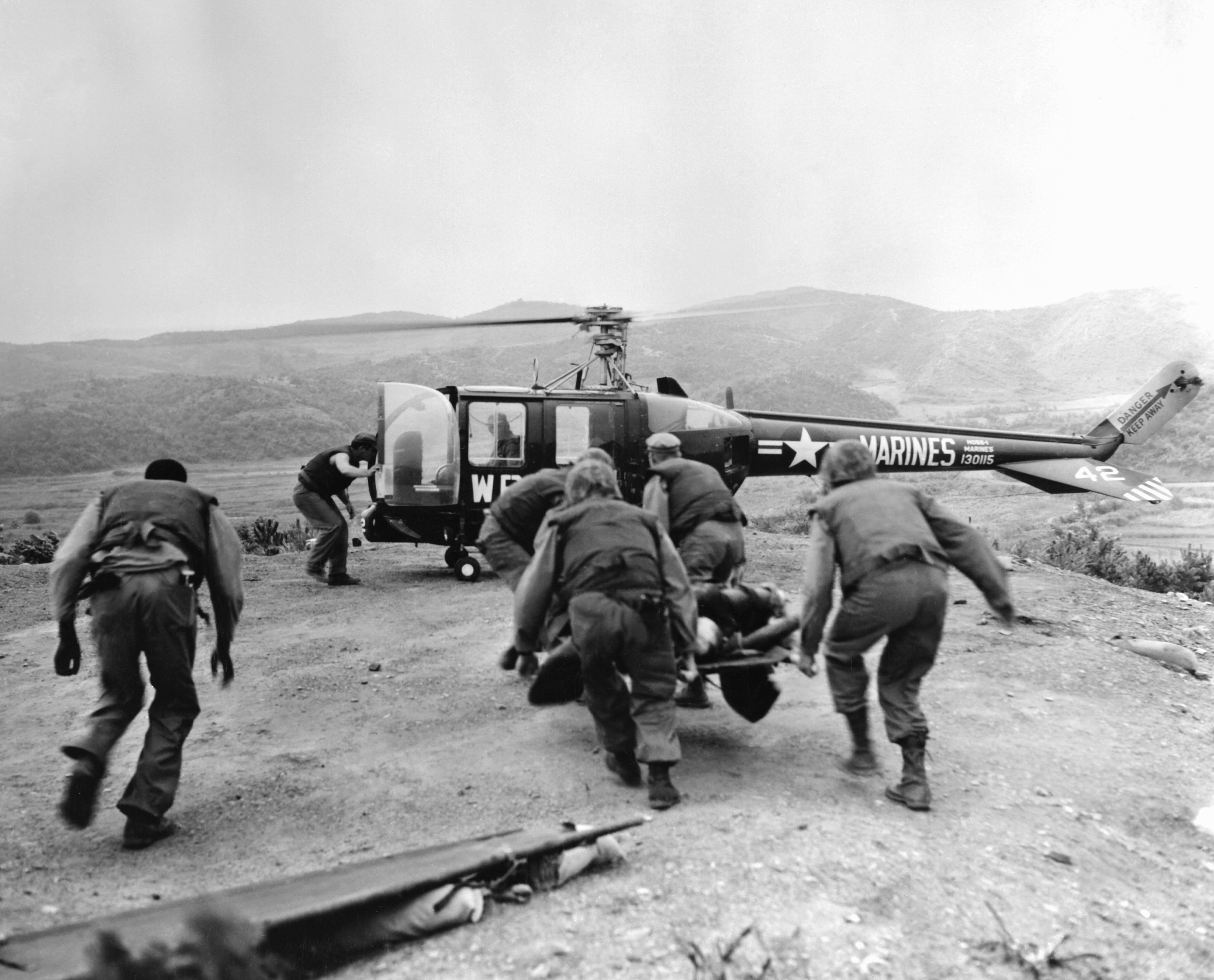
HO5S-1 jednotky námořní pěchoty VMO-6 při evakuaci raněných v korejské válce v roce 1953

Citováno dne

### Technické údaje
- Posádka: 2
- Kapacita: 2 pasažéři
- Průměr nosného rotoru: 10 m
- Průměr vyrovnávacího rotoru: 1,92 m
- Délka: 11,84
- Výška: 2,44 m
- Prázdná hmotnost: 749 kg
- Maximální vzletová hmotnost: 1226 kg
- Pohonná jednotka: 1× Franklin 6V6-245-B16F
  - Výkon motoru: 186 kW (245 hp)

### Výkony
- Maximální rychlost: 175 km/h
- Dostup: 4724 m
- Dolet: 668 km